# Pteris laurisilvicola
Pteris laurisilvicola là một loài dương xỉ trong họ Pteridaceae. Loài này được Sa. Kurata mô tả khoa học đầu tiên năm 1967.
Danh pháp khoa học của loài này chưa được làm sáng tỏ. 